# Salif Diarrah
Salif Diarrah (ou Diarra) est un journaliste malien. Il est spécialiste des nouveaux médias, de la désinformation et chargé des cours de web-journalisme à l'École supérieure de journalisme et des sciences de la communication du Mali et directeur de publication de maliactu.net.

## Biographie
Salif Diarrah est diplômé d’un master 2 international en management des médias obtenu à l’École supérieure de journalisme de Lille, d’un master 2 en droit, économie, gestion et management obtenu à l’université de Lille et d’une Licence Professionnelle en Technique de Commercialisation de l’Institut Universitaire de Gestion (IUG) de l’Université de Bamako.
Il a co-fondé avec son frère, Séga Diarrah, le site Maliactu.
Il enseigne le web-journalisme à l'École supérieure de journalisme et des sciences de la communication du Mali,.
Très engagé pour la liberté d’expression, il anime des formations à l’intention des jeunes sur les médias sociaux : Facebook, twitter, le blogging, etc. Ce qui lui a ouvert les portes de l’Association des blogueurs du Mali (ABM) et de l’Association des professionnels de la presse en ligne au Mali (Appel-Mali). Passionné du journalisme depuis l’enfance, dès l’âge de 20 ans il a été correspondant de presse à Bamako et chargé de relations avec les radios partenaires de la radio communale de Diamou.
Interpellé le mercredi 21 février 2018 par les autorités maliennes, il est libéré après six jours de détention. Il reste cependant sous contrôle judiciaire et le matériel saisi n'a pas été restitué au journal. En mai 2018, Reporters sans frontières demande la levée du contrôle judiciaire,. En novembre 2018, ce contrôle n'était toujours pas levé,. En janvier 2019, la poursuite a été classée sans suite et depuis 2020, Salif Diarra a successivement travailler pour l'Organisation Mondiale de la Santé en tant que Infodemic Manager au Mali, au Madagascar avant de rejoindre le bureau régionale de l'organisation en tant que chargé du renforcement des capacités en gestion de l'infodémie des pays de l'Afrique Francophone.